# Ленсберг, Лина
Лина София Анетт Ленсберг (швед. Lina Sofia Anette Länsberg; 13 марта 1982, Карлстад) — шведский боец смешанных боевых искусств, выступающая под эгидой UFC в легчайшем весе.

## Карьера
Лина Ленсберг начала заниматься тайским боксом в 2003 году в возрасте 21-го года. Дважды, в 2008 и в 2012 годах, выигрывала чемпионат мира по муай тай, в 2010 и 2011 она была второй, а в 2007 третьей. На чемпионате Европы она стала победительницей в 2013 и бронзовым призёром в 2012. Также в 2007, 2012 и 2013 годах Ленсберг выигрывала чемпионат Швеции по тайскому боксу и чемпионат Северной Европы в 2010.
В смешанных единоборствах Ленсберг дебютировала 29 декабря 2012 года в поединке против соотечественницы Панни Кианзад на Trophy MMA 1 и проиграла техническим нокаутом в третьем раунде. Следующие шесть боёв Ленсберг выиграла, из них четыре нокаутом, а затем в первом бою под эгидой UFC — UFC Fight Night: Cyborg vs. Lansberg — проиграла техническим нокаутом бразильянке Кристиане Жустину. Во втором бою в UFC на UFC Fight Night: Manuwa vs. Anderson Ленсберг должна была встречаться с Вероникой Маседо, однако из-за её отказа вместо неё бой был проведён с Люси Пудиловой.

## Mixed martial arts record
| Боёв 16  | Побед 10 | Поражений 6 |
| -------- | -------- | ----------- |
| Нокаутом | 4        | 3           |
| Сдачей   | 0        | 0           |
| Решением | 6        | 3           |

| Результат  | Рекорд | Соперник               | Способ                                        | Турнир                                    | Дата             | Раунд | Время | Место                     | Примечание                                   |
| ---------- | ------ | ---------------------- | --------------------------------------------- | ----------------------------------------- | ---------------- | ----- | ----- | ------------------------- | -------------------------------------------- |
| Поражение  | 10–6   | Пэнни Кианзат          | Решение (единогласное)                        | UFC on ESPN: Luque vs. Muhammad 2         | 16 апреля 2022   | 3     | 5:00  | Лас-Вегас, Невада, США    |                                              |
| Поражение  | 10–5   | Сара Макман            | Решение (единогласное)                        | UFC Fight Night: Blaydes vs. dos Santos   | 25 января 2020   | 3     | 5:00  | Роли, США                 |                                              |
| Победа     | 10-4   | Меси Чиассон           | Решение (единогласное)                        | UFC Fight Night: Hermansson vs. Cannonier | 28 сентября 2019 | 3     | 5:00  | Копенгаген, Дания         |                                              |
| Победа     | 9-4    | Тоня Эвинджер          | Решение (единогласное)                        | UFC Fight Night: Gustafsson vs. Smith     | 1 июня 2019      | 3     | 5:00  | Стокгольм, Швеция         |                                              |
| Поражение  | 8-4    | Яна Куницкая           | Единогласное решение                          | UFC 229                                   | 6 октября 2018   | 3     | 5:00  | Лас-Вегас, Невада, США    |                                              |
| Победа     | 8-3    | Джина Мазани           | Единогласное решение                          | UFC Fight Night: Thompson vs. Till        | 27 мая 2018      | 3     | 5:00  | Ливерпуль, Великобритания |                                              |
| Поражение  | 7-3    | Аспен Лэдд             | Технический нокаут (удары)                    | UFC Fight Night: Cowboy vs. Till          | 21 октября 2017  | 2     | 2:33  | Гданьск, Польша           |                                              |
| Победа     | 7-2    | Люси Пудилова          | Единогласное решение                          | UFC Fight Night: Manuwa vs. Anderson      | 18 марта 2017    | 3     | 5:00  | Лондон, Великобритания    |                                              |
| Поражение  | 6-2    | Кристиана Жустину      | Технический нокаут (удары)                    | UFC Fight Night: Cyborg vs. Lansberg      | 24 сентября 2016 | 2     | 2:29  | Бразилиа, Бразилия        | Дебют в UFC. Промежуточный вес (140 фунтов). |
| Победа     | 6-1    | Мария Хаугаард Джурсаа | Технический нокаут (удары)                    | Odense Fight Night 5                      | 12 марта 2016    | 2     | 2:00  | Оденсе, Дания             | Дебют в полулёгком весе.                     |
| Победа     | 5-1    | Люси Пудилова          | Единогласное решение                          | Battle of Botnia 2015                     | 28 ноября 2015   | 3     | 5:00  | Умео, Швеция              |                                              |
| Победа     | 4-1    | Александра Бач         | Технический нокаут (удары руками и локтями)   | Superior Challenge 12                     | 16 мая 2015      | 1     | 2:33  | Мальмё, Швеция            |                                              |
| Победа     | 3-1    | Лаура Ховарт           | Технический нокаут (отказ от продолжения боя) | Cage Warriors FC 71                       | 22 августа 2014  | 1     | 5:00  | Амман, Иордания           |                                              |
| Победа     | 2-1    | Эмма Дилейни           | Технический нокаут (удары руками и локтями)   | Cage Warriors FC 66                       | 22 марта 2014    | 3     | 2:26  | Баллеруп, Дания           | Дебют в легчайшем весе.                      |
| Победа     | 1-1    | Эл Джей Адамс          | Единогласное решение                          | Heroes FC                                 | 23 марта 2013    | 3     | 5:00  | Хальмстад, Швеция         | Промежуточный вес (139 фунтов).              |
| Поражение  | 0-1    | Панни Кианзад          | Технический нокаут (удары)                    | Trophy MMA 1                              | 29 декабря 2012  | 3     | 4:44  | Мальмё, Швеция            |                                              |
| Источники: |        |                        |                                               |                                           |                  |       |       |                           |                                              |